# Station Mauron
Station Mauron is een voormalig spoorwegstation in de Franse gemeente Mauron.

## Foto's

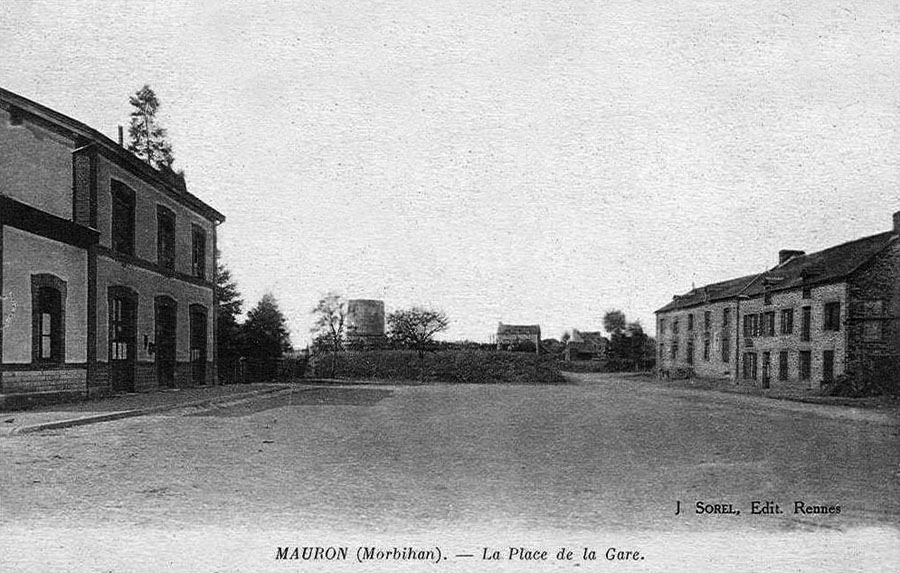
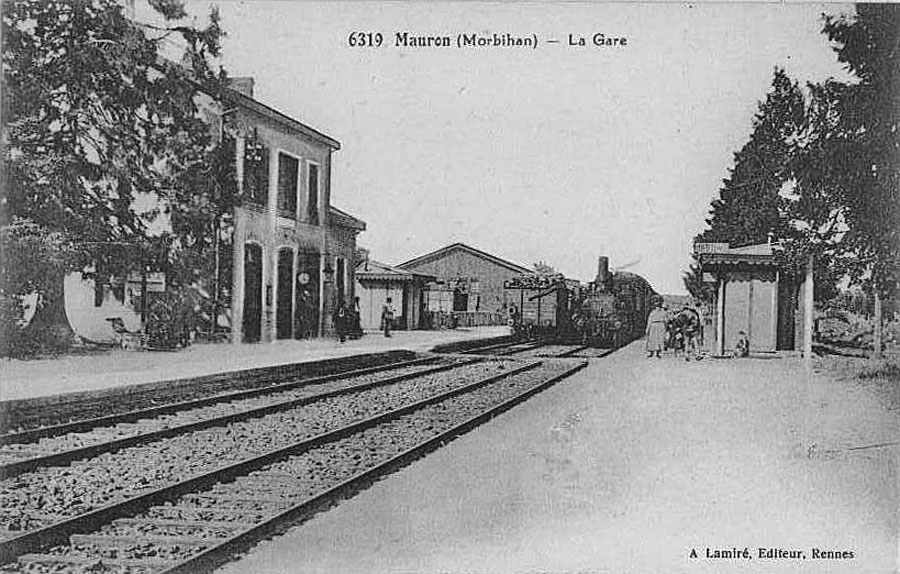